# 49th Street (Broadway Line)
49th Street  är en tunnelbanestation i New Yorks tunnelbana som ligger vid West 49th Street och Seventh Avenue i Midtown Manhattan. I närheten finns Times Square. Stationen invigdes 1919 för Broadway Line. 

## Bildgalleri

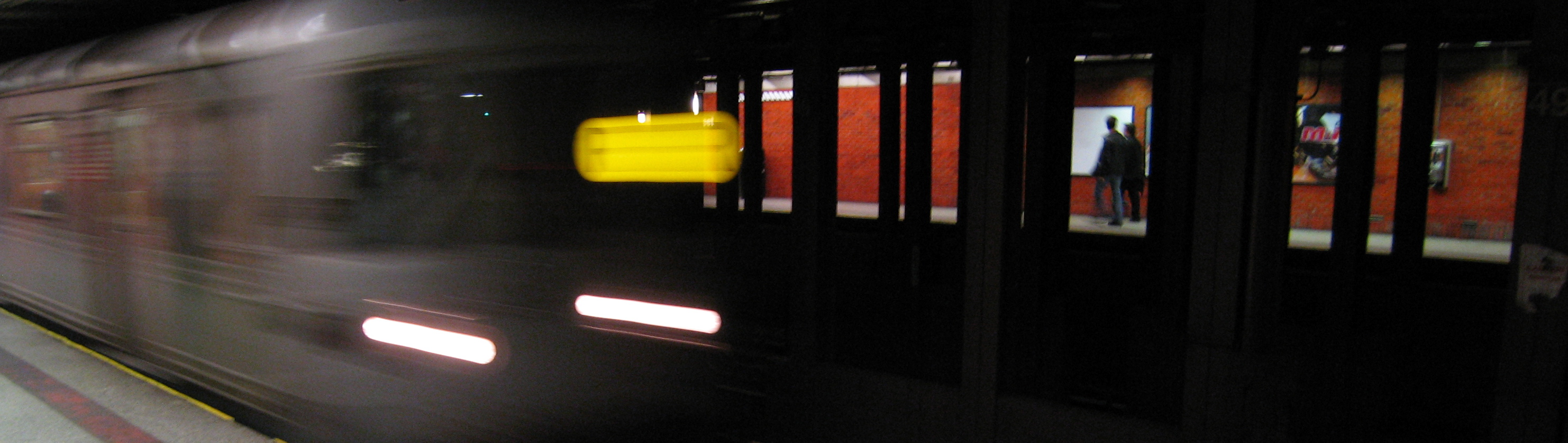
49th Street perrong
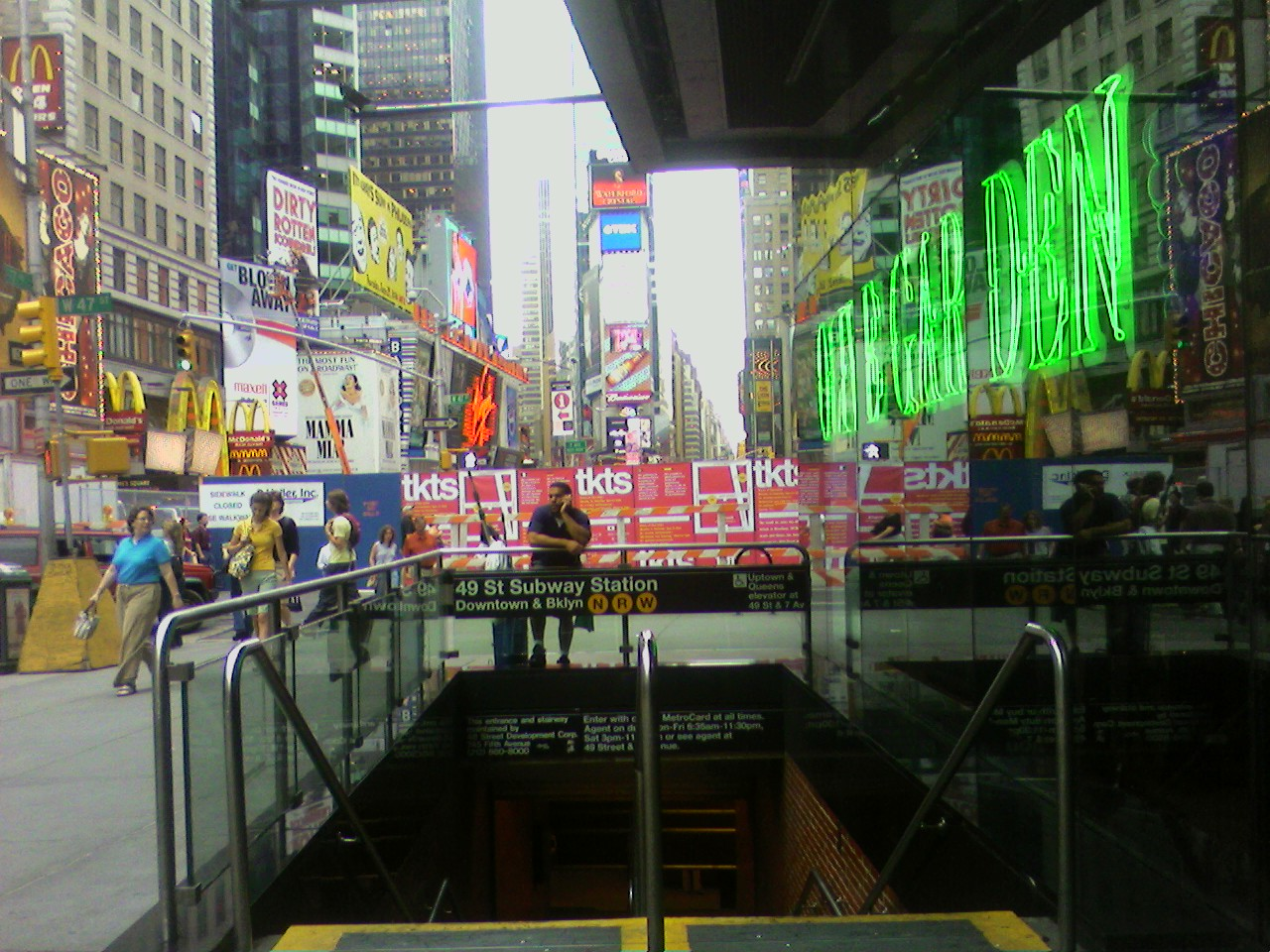
49th Street entré
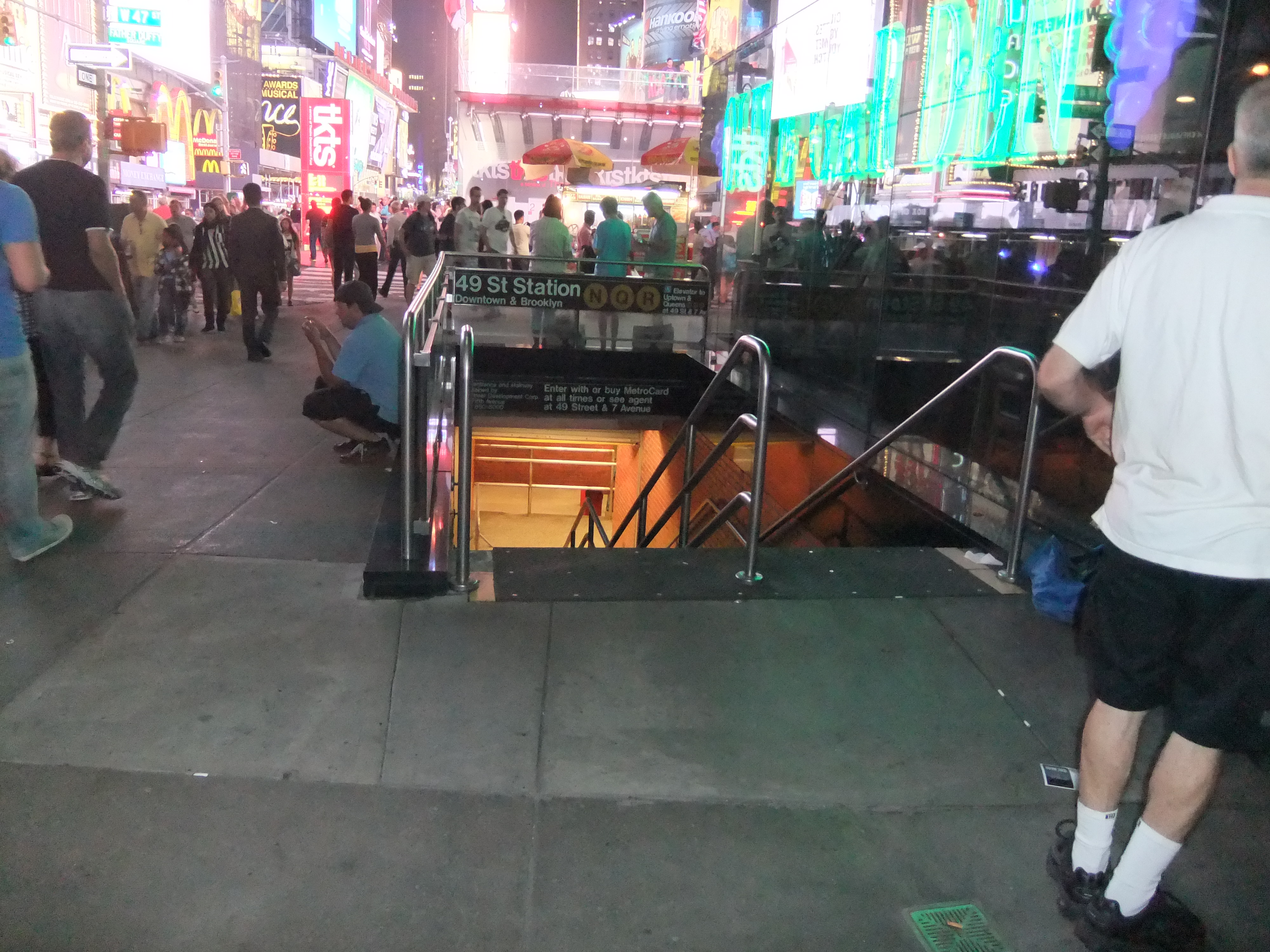
49th Street entré